# Botryosphaeria piceae
Botryosphaeria piceae är en svampart som beskrevs av A. Funk 1965. Botryosphaeria piceae ingår i släktet Botryosphaeria och familjen Botryosphaeriaceae.   Inga underarter finns listade i Catalogue of Life.